# Брату, Флорин
Флорин Даньел Брату (рум. Florin Daniel Bratu; род. 2 января 1980 или 1 февраля 1980, Бухарест) — румынский футболист, нападающий; тренер. Главный тренер кипрского клуба «Кармиотисса».

## Карьера

### Клубная
Футбольную карьеру начинал в клубе «Тракторул» из Брашова. В 2001 году оказался в бухарестском «Рапиде». В период пребывания в «Рапиде» считался большим талантом и дебютировал в национальной сборной. В конце лета 2003 года перешёл в стамбульский «Галатасарай» за сумму в 2,1 млн долларов и подписал четырёхлетний контракт. Летом 2004 года оказался во французском «Нанте», однако не имел в клубе большой игровой практики и дважды отдавался в аренду — в бухарестское «Динамо» и «Валансьен». Летом 2007 года вернулся в Румынию, перейдя в «Динамо» из Бухареста. В первой части сезона 2010/11 отдавался в аренду в болгарский «Литекс». В начале 2011 года подписал контракт с клубом «Газ Метан». С лета 2012 года — в «Глории» из Бистрицы.

### В сборной
В составе сборной Румынии провёл 14 матчей и забил 2 гола.

## Достижения
Рапид
- Чемпион Румынии: 2002/03
- Обладатель Кубка Румынии: 2001/02
- Обладатель Суперкубка Румынии: 2002, 2003

Литекс
- Обладатель Суперкубка Болгарии: 2010